# Michael Reale
Michael Reale, pseudonimo di Fulvio Reale Di Virgilio (Pescara, 27 novembre 1967), è un attore italiano di padre italiano e madre statunitense.

## Biografia
Michael Reale è nato a Pescara, ma a causa della professione del padre, militare della Guardia di Finanza, è vissuto in varie parti d'Italia.
Trasferitosi in California, intraprende la professione di modello, sfilando in varie parti del mondo.
Dopo le prime esperienze in Belle da morire e Prestazione straordinaria (1994), regia di Sergio Rubini, lavora soprattutto in varie fiction TV. Diventa noto al grande pubblico prima grazie al ruolo di "Pierre Torrigiani", interpretato nelle tre stagioni della miniserie TV in onda su Rai 1, Linda e il brigadiere (1997-2000), con Nino Manfredi, e poi a quello di "Raul Monteleone", interpretato, dal 2004 al 2006, nella soap opera di Canale 5, Vivere.
Tra gli altri suoi lavori, le miniserie TV: Soldati di pace, regia di Claudio Bonivento, e Augusto - Il primo imperatore, regia di Roger Young, entrambe in onda su Rai 1 nel 2003, e Rivoglio i miei figli, diretta da Luigi Perelli, e la serie televisiva Carabinieri 3, regia di Raffaele Mertes, in cui interpreta il ruolo del colonnello del ROS "Fabio Di Chiara", le ultime due trasmesse nel 2004 da Canale 5.
Lasciata la soap opera, nel 2006 è uno degli inviati del programma di Rete 4, Stranamore.
L'anno successivo partecipa alla quarta edizione del programma televisivo Ballando con le stelle, condotto su Rai 1 da Milly Carlucci.
Nel 2008 ritorna su Canale 5 con la miniserie Io non dimentico, regia di Luciano Odorisio, e la serie Carabinieri 7.

## Filmografia

### Cinema
- Belle da morire, regia di Riccardo Sesani (1992), accreditato come Brian Peterson[2]
- Prestazione straordinaria, regia di Sergio Rubini (1994)
- Vorübergehend verstorben, regia di Sigi Rothemund (1998)
- In punta di cuore, regia di Francesco Massaro (1999)
- Soldati di pace, regia di Claudio Bonivento (2003)
- La omicidi, regia di Riccardo Milani (2004)
- Rivoglio i miei figli, regia di Luigi Perelli (2004)
- 1200° - La verità in fondo al tunnel, regia di Dominique Othenin-Girard (2005)
- L'ospite perfetto - Room4U, regia di Cosimo Alemà e Daniele Persica (2008)
- Io non dimentico, regia di Luciano Odorisio (2008)
- Angeli e diamanti, regia di Raffaele Mertes (2011)

### Televisione
- Linda e il brigadiere – serie TV, 16 episodi (1997-2000)
- Morire per vivere – film TV (1998)
- In punta di cuore – film TV (1999)
- Soldati di pace – film TV (2001)
- Augusto - Il primo imperatore, regia di Roger Young – miniserie TV (2003)
- Carabinieri – serie TV, 26 episodi (2004; 2008)
- Vivere – soap opera (2004-2006)
- Il giudice e il commissario (Femmes de loi) – serie TV, episodio  Bleu comme la mort (2009)